# Oreste Jacobini
Oreste Jacobini (Genzano, 2 ottobre 1867 – Roma, 1º aprile 1956) è stato un ingegnere, dirigente d'azienda e politico italiano.

## Biografia
Laureato in ingegneria civile alla scuola di applicazione di Roma, specializzazione in elettrotecnica, nel 1891, assolti gli obblighi di leva, viene assunto dalla Società Italiana per le Strade Ferrate Meridionali ed assegnato alle costruzioni del gruppo Ofantino (tronco Potenza-Lagopesole e galleria di Quattrocchi della Ferrovia Foggia-Potenza). Dal 1898 è assegnato alla direzione lavori e costruzioni di Ancona, addetto agli impianti idrici ed elettrici della linea Ancona-Otranto.
Nel 1905 passa alle neo-costituite Ferrovie dello Stato e destinato al compartimento di Bologna, dove effettua i primi studi per la costruzione della direttissima da Firenze, è suo, in particolare, il primo progetto di massima del tronco Agrizzana-Vernio e della Galleria dell'appennino con la Stazione di Precedenze di Castiglione dei Pepoli.
Nel 1915, nel periodo di sospensione dei lavori della direttissima, viene chiamato al Commissariato Generale Combustibili per collaborare all'elaborazione del piano di ricerca, identificazione e sfruttamento dei giacimenti petroliferi italiani in sostituzione del carbone, prevalentemente importato dall'estero. In particolare si occupa dell'elaborazione dei provvedimenti tecnici e legislativi necessari allo scopo, nei quali ricomprende anche la prima bozza del piano per l'elettrificazione dei primi 6.000 Km (poi 9.000) della rete ferroviaria nazionale. Nel biennio 1921-1923 prende parte alla missione sudamericana della "Compagnia italiana per l'Ecuador", finalizzata allo sviluppo delle attività italiane in quel paese, e diventa consulente generale del presidente ecuadoriano per gli affari tecnici e industriali. È autore della locale legge generale sui petroli, che gli vale l'onorificenza della Stella al merito del lavoro.
Tornato in Italia torna ad occuparsi di ferrovie come capo del servizio costruzioni delle FS, lasciato quando l'ufficio passa alle dipendenze del Ministero dei lavori pubblici. Preferendo rimanere alle dipendenze delle ferrovie viene nominato capo del servizio costruzioni idro-elettriche per le prime elettrificazioni ferroviarie a 3.000 volt corrente continua, sistema per il quale si batte a livello politico contro i sostenitori della trifase fino ad allora utilizzata. A questo incarico assomma quello di componente del Consiglio superiore dei lavori pubblici, assegnato in rappresentanza delle FS alla terza sezione (impianti idroelettrici e risorse idriche). Questi due compiti occupano l'ultimo decennio della sua attività lavorativa, che si conclude nel 1935 con la messa a riposo per raggiunti limiti di età.
A partire dal 1915, quando si occupa dei giacimenti petroliferi e dei combustibili alternativi al carbone, all'attività nel settore ferroviario abbina quella nel campo petrolifero che nel 1935, appena collocato a riposo, gli vale la nomina d'autorità a direttore generale dell'Azienda Nazionale Idrogenazione Combustibili, che mantiene fino all'assorbimento della compagnia nell'AGIP. Lo scopo dell'azienda è quello di creare le infrastrutture e le norme di attuazione per lo sfruttamento delle risorse petrolifere in Italia e Albania, cui fin dal 1925 sono interessate anche le Ferrovie dello Stato per le tratte di cui non si prevedeva allora l'elettrificazione.  Attraverso una scalata nella British Oil Development (concessionaria dei giacimenti dell'olio grezzo di Mosul), viene avviata un'operazione di importazione di petrolio che nei primi anni '40 raggiunge le 180.000 tonnellate annue.
Nominato senatore nel 1939 viene dichiarato decaduto dall'Alta Corte di Giustizia per le Sanzioni contro il Fascismo con sentenza del 16 novembre 1944.